# Небо просто більш блакитне
«Небо просто більш блакитне» («Il cielo è sempre più blu») — італійська кінокомедія 1996 року, знята режисером Антоніо Луїджі Грімальді.

## Сюжет
У фільмі представлені 24 години із життя деяких людей: грабіжників банку, стоматолога, журналіста, таксиста та інших.

## У ролях
- Фабріціо Мороні
- Маргарет Маццантіні
- Лука Барбареші
- Азія Ардженто
- Клаудіо Бізіо
- Рокко Таніка
- Енріко Ло Версо
- Нікола Фаррон
- Андреа Оккіпінті
- Лукреція Ланте делла Ровере
- Сільвіо Орландо
- Джуліо Скарпаті
- Маргеріта Бай
- Серджо Рубіні
- Алессандро Хабер
- Франческа Нері
- Моніка Беллуччі
- Даріо Ардженто
- Івано Марескотті
- Моніка Скаттіні
- Антоніо Катанія
- Яя Форте
- Даніеле Лучетті
- Пако Реконті
- Алессандро Барікко
- Моніка Раметта
- Гайя Цуккі

## Знімальна група
- Режисер — Антоніо Луїджі Грімальді
- Сценарій — Даніель Чезарано, Паоло Мачесіні
- Продюсер — Доменіко Прокаччі, Мауріціо Тотті, Джанлука Аркопінто
- Оператор — Алессандро Пеші
- Композитор — Енцо Фавата
- Художник — Джида Калабрія, Антонієтта Амато, Алессандра Ковеллі
- Монтаж — Анджело Ніколіні